# 8000
8000（八千、はっせん）は、自然数または整数において、7999の次で8001の前の数である。

## 性質
- 8000は合成数であり、約数は 1, 2, 4, 5, 8, 10, 16, 20, 25, 32, 40, 50, 64, 80, 100, 125, 160, 200, 250, 320, 400, 500, 800, 1000, 1600, 2000, 4000, 8000 である。
  - 約数の和は19812。
- 8000 = 203
  - 20番目の立方数である。1つ前は6859、次は9261。
  - n = 3 のときの 20n の値とみたとき1つ前は400、次は160000。
  - 二十進法の1000は、十進法では8000となる。
  - 立方数がハーシャッド数になる10番目の数である。1つ前は5832、次は13824。
  - 8000 = 203 = 73 + 143 + 173
    - 3つの正の数の立方数の和で表せる914番目の数である。1つ前は7984、次は8002。(オンライン整数列大辞典の数列 A024975)
    - 異なる3つの正の数の立方数の和で表せる682番目の数である。1つ前は7984、次は8009。(オンライン整数列大辞典の数列 A024975)

  - 8000 = (2 × 10)3
    - n = 10 のときの (2n)3 の値とみたとき1つ前は5832、次は10648。(オンライン整数列大辞典の数列 A016743)
    - n = 2 のときの (10n)3 の値とみたとき1つ前は1000、次は27000。(オンライン整数列大辞典の数列 A017271)

  - 8000 = (4 × 5)3
    - n = 4 のときの (5n)3 の値とみたとき1つ前は3375、次は15625。(オンライン整数列大辞典の数列 A016851)
    - n = 5 のときの (4n)3 の値とみたとき1つ前は4096、次は13824。(オンライン整数列大辞典の数列 A016803)
    - n = 2 のときの {4(2n + 1)}3 の値とみたとき1つ前は1728、次は21952。(オンライン整数列大辞典の数列 A017115)

  - 8000 = 1 × 2 × 4 × 5 × 10 × 20
    - 20 の約数の積で表せる数である。1つ前は19、次は441。(オンライン整数列大辞典の数列 A007955)
- 8000 = 113 + 123 + 133 + 143
  - 4連続立方和となる数である。1つ前は6256、次は10044。
- 1/8000 = 0.000125
  - 逆数が有限小数になる45番目の数である。1つ前は6400、次は8192。(オンライン整数列大辞典の数列 A003592)
- 1303番目のハーシャッド数である。1つ前は7992、次は8001。
  - 8を基とする25番目のハーシャッド数である。1つ前は6200、次は10016。
- 約数の和が8000になる数は3個ある。(5373, 5997, 6517) 約数の和3個で表せる143番目の数である。1つ前は7992、次は8190。
- 各位の和が8になる165番目の数である。1つ前は7100、次は10007。

## その他 8000 に関連すること
- 君が代の歌詞の最初の部分に「君が代は千代に八千代に（ちよにやちよに）・・・」とある。
- 自動車のナンバープレートの希望番号制度で、「8000」は抽選対象番号だったが、2001年1月4日から非抽選番号になった。
- 八千は「はっせん」と発音する。これは八百を「はっぴゃく」と発音するのと同様である。
- 麻雀で、子の満貫の点数は8000点である。
- 小児救急電話相談の全国同一短縮番号「#8000」。
- 八千代市 地名の中に8000が含まれている。
- 八千代銀行 東京都に本社を置く第二地方銀行。会社名に8000が含まれる。
- 8000メートル峰
- 8000系（8000を形式名に持つ鉄道車両のリスト）
- PC-8000シリーズ
- オリンパス μTOUGH-8000
- SA 8000

## 8001 から 8999 までの整数

### 8001 から 8200 までの整数
- 8001 - 三角数
- 8008 - 八角数
- 8019 = 36 × 11 = (25 + 1) × 35、99 × 81。
- 8020 - パレートの法則、8020運動、8020探検隊
- 8037 - 七角数
- 8039 - 安全素数
- 8069 - ソフィー・ジェルマン素数
- 8080
- 8093 - ソフィー・ジェルマン素数
- 8100 = 902
- 8111 - ソフィー・ジェルマン素数
- 8119 - 八面体数
- 8125 - 五角錐数
- 8128 - 完全数、調和数、三角数、六角数
- 8147 - 安全素数
- 8177 - 五角数
- 8190 - 調和数
- 8191 = 20 + 21 + … + 212 = 900 + 901 + 902 、メルセンヌ素数
- 8192 = 213 、2の累乗数

### 8201 から 8400 までの整数
- 8233 - 中心つき七角数
- 8243 - ソフィー・ジェルマン素数
- 8256 - 三角数
- 8257 = 22 + 32 + 52 + … + 432 、最初から14個の素数の二乗の和
- 8273 - ソフィー・ジェルマン素数
- 8281 = 912 = 8128 + 153 = 13 + 23 + 33 + … + 133 、最初から13個の自然数の3乗の和、九角数、中心つき八角数
- 8321 - 八角数
- 8323 - 七角数
- 8326 - 十角数
- 8345 - 六進法では102345(6)となり最小のパンデジタル数
- 8385 - 三角数、六角数
- 8400 - 五角数

### 8401 から 8600 までの整数
- 8423 - 安全素数
- 8436 - 三角錐数
- 8464 = 922
- 8513 - ソフィー・ジェルマン素数
- 8515 - 三角数
- 8543 - 安全素数
- 8555 - 四角錐数
- 8576 - 中心つき七角数

### 8601 から 8800 までの整数
- 8614 - 七角数
- 8625 - 九角数
- 8626 - 五角数
- 8640 = 26 × 33 × 5 、十二進法で5000。24周（360×24）。八角数。5 × 12n となる数、1つ前は720、次は103680。
- 8646 - 三角数、六角数
- 8649 = 932、中心つき八角数
- 8663 - ソフィー・ジェルマン素数
- 8693 - ソフィー・ジェルマン素数
- 8695 - 十角数
- 8699 - 安全素数
- 8712 - 回文数と 0 で終わる数を除き自身を左右入れ替えた数で割り切れる最小の数 (8712 = 4 × 2178)、次は9801、4桁ではこれら二つだけ。
- 8741 - ソフィー・ジェルマン素数
- 8747 - 安全素数
- 8748 - 22 × 37 。素因数分解形が 2i × 3j になる数、1つ前は8192、次は9216。
- 8751 - 完全トーティエント数
- 8772 = 14 + 24 + 34 + 44 + 54 + 64 + 74 + 84
- 8778 - 三角数
- 8783 - 安全素数

### 8801 から 8999 までの整数
- 8801 - 26 × 26 の魔方陣の一列の和
- 8819 - 安全素数
- 8833 = 882 + 332
- 8836 = 942
- 8855 - 第一定義のルース＝アーロン・ペア(8855, 8856)、五角数
- 8856 - 第一定義のルース＝アーロン・ペア(8855, 8856)
- 8910 - 七角数
- 8911 - カーマイケル数、三角数、六角数
- 8926 - 中心つき七角数
- 8944 = 23 + 33 + 53 + 73 + 113 + 133 + 173 、最初から7個の素数の3乗の和
- 8951 - ソフィー・ジェルマン素数
- 8959 - 31を基とする最小のハーシャッド数
- 8963 - 安全素数
- 8964 - 六四天安門事件の隠語。
- 8965 - 八角数
- 8969 - ソフィー・ジェルマン素数
- 8976 - 九角数